# Philodromus shaochui
Philodromus shaochui es una especie de araña cangrejo del género Philodromus, familia Philodromidae. Fue descrita científicamente por Yin et al. en 2000.

## Distribución
Esta especie se encuentra en China.